# 2–13 Clairmont Gardens

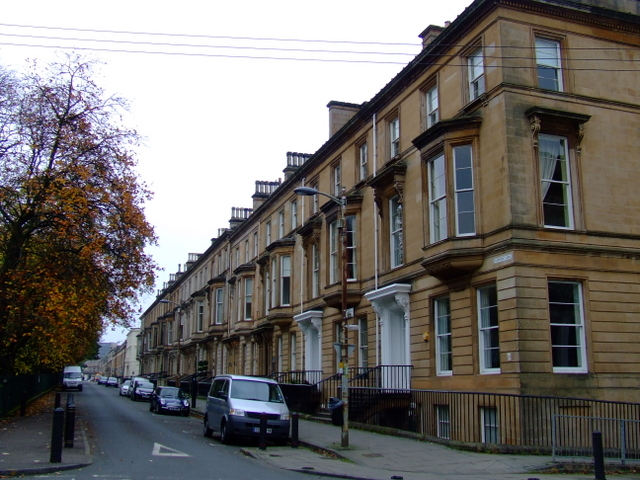
2–13 Clairmont Gardens

Unter der Adresse 2–13 Clairmont Gardens in der schottischen Stadt Glasgow befindet sich eine Wohngebäudezeile. 1970 wurde das Bauwerk in die schottischen Denkmallisten in der Kategorie B aufgenommen. 1994 wurde das Haus Nr. 4 aus dem Ensemble exkludiert und separat als Bauwerk der höchsten Denkmalkategorie A eingestuft. Haus Nr. 1 entstammt einem Neubau aus dem Jahre 1965 und ist nicht Teil des Ensembles.

## Beschreibung
Die dreistöckige Gebäudezeile nimmt das gesamte Karree zwischen Clairmont Gardens und Somerset Place Mews sowie der Elderslie und der Clifton Street ein. Sie entstand um 1857.
Die klassizistisch ausgestalteten Gebäude sind jeweils drei Achsen weit. Das Mauerwerk aus polierten Quadersteinen ist im Bereich des Erdgeschosses rustiziert. Die über kurze Vortreppen mit gusseisernen Balustraden zugänglichen Eingangsbereiche sind mit Seitenfenstern gestaltet und durch auf ornamentierten Konsolen ruhenden gekehlten Gesimsen verdacht. Gekehlte Fenstergesimse gliedern die Fassade horizontal. Im ersten Obergeschoss kragen links abgekantete Erker aus. Ornamentierte Gesimse auf Konsolen verdachen im ersten Obergeschoss die Fenster oberhalb des Eingänge. Das abschließende Kranzgesims ist mit Akroterien gestaltet. Die aufsitzenden Walmdächer sind mit Schiefer eingedeckt.
Die höhere Einstufung von Haus Nr. 4 resultiert aus der vergleichsweise detaillierten Innenraumgestaltung. Hierzu zählen ein Vestibül mit Säulen und Kuppel, verschiedene Spiegelflächen, die gusseiserne Brüstung der Haupttreppe sowie ein aufwändig gestalteter offener Marmorkamin.